# Ейский район

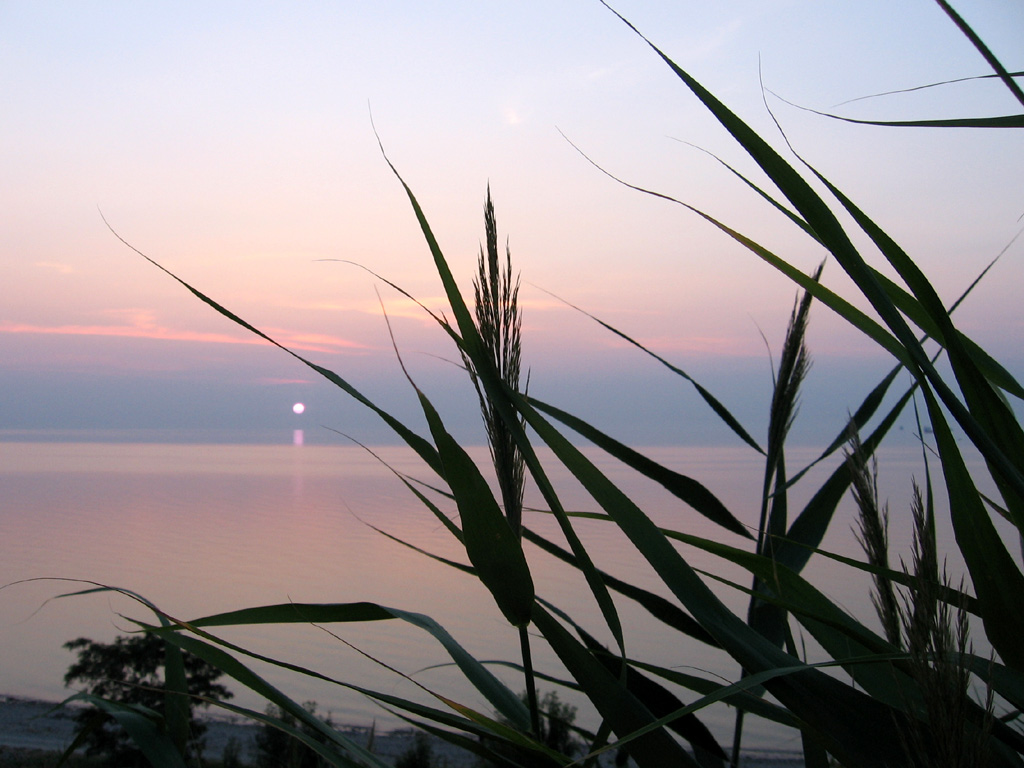
Закат на Азовском море

Ейский район — административно-территориальная единица и муниципальное образование (муниципальный район) в составе Краснодарского края России.
Административный центр — город Ейск.
Население — 132 763 чел. (2025).

## Географическое положение
Район расположен на Ейском полуострове, омывающемся водами Ейского лимана (самого большого на Северном Кавказе, — площадь около 244 км²), Таганрогского залива, открытого Азовского моря и Бейсугского лимана. Ейский район граничит с Щербиновским, Каневским и Приморско-Ахтарским районами Краснодарского края.
Наиболее интересными природными объектами, расположенными в Ейском районе, являются:
- Долгая коса,
- Ейская коса,
- Камышеватская коса,
- остров Ейская коса,
- озеро Ханское,
- река Ясени,
- гирло Бейсугского лимана, отделяющее перешеек у пос. Ясенская Переправа от Ясенской косы.

## История
Район был образован 2 июня 1924 года в составе Донского округа Юго-Восточной области. В его состав вошли территории упраздненных Должанской, Камышеватской, Новощербиновской и Старощербиновской волостей Ейского отдела Кубано-Черноморской области.
Первоначально район состоял из 17 сельских советов: Александровского, Воронцовского, Глафировского, Девяткинского, Должанского, Ейского Укрепления, Екатериновского, Камышеватского, Копанского, Кухаревского, Моревского, Новощербиновского, Приазовского, Старощербиновского, Шабельского, Широчанского, Ясенского.
С 16 ноября 1924 года район в составе Северо-Кавказского края, с 10 января 1934 года — в составе Азово-Черноморского края.
31 декабря 1934 года из состава Ейского района были выделены Лиманский район с центром в селе Ейское Укрепление и Щербиновский район с центром в станице Старощербиновская. 1 апреля 1935 года из состава района был выделен Камышеватский район с центром в станице Камышеватская.
С 13 сентября 1937 года Ейский район — в составе Краснодарского края.
4 июля 1939 года город Ейск был отнесен к категории городов краевого подчинения и выведен из состава района, оставаясь его центром.
22 августа 1953 года в состав района вновь вошла территория упразднённого Камышеватского района.
1 февраля 1963 года был образован Ейский сельский район.
11 февраля 1963 года в состав Ейского района вошла территория упраздненного Щербиновского района . 30 декабря 1966 года Щербиновский район был вновь восстановлен в прежних границах.
В 1993 году была прекращена деятельность сельских Советов, территории сельских администраций преобразованы в сельские округа.
В 2005 году в районе были образованы 10 сельских поселений.
1 января 2008 года город Ейск был включён в муниципальный район в качестве городского поселения, при этом оставаясь городом краевого подчинения.

## Население
| 1939     | 1959     | 1970     | 1979     | 1989     | 2002     | 2009     | 2010     | 2011     |
| -------- | -------- | -------- | -------- | -------- | -------- | -------- | -------- | -------- |
| 62 917   | ↘39 660  | ↗40 800  | ↘40 187  | ↘40 165  | ↗43 962  | ↗44 257  | ↗141 245 | ↘140 952 |
| 2012     | 2013     | 2014     | 2015     | 2016     | 2017     | 2018     | 2019     | 2020     |
| ↘139 838 | ↘138 754 | ↘137 927 | ↘137 645 | ↘136 687 | ↘135 483 | ↘134 929 | ↘134 491 | ↗134 696 |
| 2021     | 2023     | 2024     | 2025     |          |          |          |          |          |
| ↗134 775 | ↘134 379 | ↘134 117 | ↘132 763 |          |          |          |          |          |

Население района по состоянию на первое полугодие 2017 года составило 136 687 человек; из них пенсионеров — 43 952 человек, несовершеннолетних детей — 23 896 человек.

### Урбанизация
В городских условиях (город Ейск) проживают 61.09 % населения района.

### Национальный состав
По итогам переписи населения 2020 года проживали следующие национальности (национальности менее 0,1 % и другое см. в сноске к строке «Другие»):
| Национальность | Численность, чел. | Доля     |
| -------------- | ----------------- | -------- |
| Русские        | 128 850           | 95,60 %  |
| Украинцы       | 1093              | 0,81 %   |
| Армяне         | 1084              | 0,80 %   |
| Азербайджанцы  | 338               | 0,25 %   |
| Татары         | 290               | 0,22 %   |
| Белорусы       | 214               | 0,16 %   |
| Другие         | 2906              | 2,16 %   |
| Итого          | 134 775           | 100,00 % |

### Язык
Во время переписи 1897 года 74 % населения Ейского отдела указали, что разговаривают на украинском («малорусском»), 23,6 % — на русском («великорусском»).
Официальный и основной язык — русский. В бытовом общении также используются балачка (степной диалект юго-восточного наречия украинского языка) и суржик.

## Административно-муниципальное устройство
В рамках административно-территориального устройства края, Ейский район включает 10 сельских округов, при этом Ейск является городом краевого значения, которому подчинён Широчанский сельский округ.
В рамках организации местного самоуправления в Ейский район входят 11 муниципальных образований нижнего уровня, в том числе 1 городское и 10 сельских поселений:
| №  | Муниципальное образование          | Административный центр | Количество населённых пунктов | Население | Площадь, км² |
| -- | ---------------------------------- | ---------------------- | ----------------------------- | --------- | ------------ |
| 1  | Ейское городское поселение         | город Ейск             | 8                             | ↘92 084   | 143,48       |
| 2  | Александровское сельское поселение | село Александровка     | 6                             | ↗5513     | 153,28       |
| 3  | Должанское сельское поселение      | станица Должанская     | 1                             | ↗6657     | 214,75       |
| 4  | Ейское сельское поселение          | посёлок Октябрьский    | 7                             | ↘4844     | 268,67       |
| 5  | Камышеватское сельское поселение   | станица Камышеватская  | 1                             | ↘4476     | 240,56       |
| 6  | Копанское сельское поселение       | станица Копанская      | 1                             | ↘3599     | 287,12       |
| 7  | Красноармейское сельское поселение | посёлок Комсомолец     | 3                             | ↘2473     | 138,09       |
| 8  | Кухаривское сельское поселение     | село Кухаривка         | 4                             | ↘4813     | 152,56       |
| 9  | Моревское сельское поселение       | посёлок Моревка        | 2                             | ↘1930     | 34,98        |
| 10 | Трудовое сельское поселение        | посёлок Советский      | 4                             | ↘2293     | 164,88       |
| 11 | Ясенское сельское поселение        | станица Ясенская       | 3                             | ↗5467     | 321,92       |

## Населённые пункты
В Ейском районе 40 населённых пунктов:
| №  | Населённый пункт    | Тип     | Население | Муниципальное образование          |
| -- | ------------------- | ------- | --------- | ---------------------------------- |
| 1  | Александровка       | село    | ↘2331     | Александровское сельское поселение |
| 2  | Береговой           | посёлок | ↘76       | Ейское городское поселение         |
| 3  | Ближнеейский        | посёлок | ↗313      | Ейское городское поселение         |
| 4  | Большевик           | посёлок | ↗300      | Трудовое сельское поселение        |
| 5  | Большелугский       | посёлок | ↗270      | Ейское городское поселение         |
| 6  | Братский            | посёлок | ↗521      | Ейское сельское поселение          |
| 7  | Воронцовка          | село    | ↘2189     | Кухаривское сельское поселение     |
| 8  | Дальний             | посёлок | ↘91       | Трудовое сельское поселение        |
| 9  | Должанская          | станица | ↗6657     | Должанское сельское поселение      |
| 10 | Ейск                | город   | ↘81 099   | Ейское городское поселение         |
| 11 | Заводской           | посёлок | ↗700      | Ейское сельское поселение          |
| 12 | Заря                | посёлок | ↗194      | Трудовое сельское поселение        |
| 13 | Зелёная Роща        | хутор   | ↗390      | Александровское сельское поселение |
| 14 | Камышеватская       | станица | ↘4476     | Камышеватское сельское поселение   |
| 15 | Комсомолец          | посёлок | ↗2033     | Красноармейское сельское поселение |
| 16 | Копанская           | станица | ↘3599     | Копанское сельское поселение       |
| 17 | Красноармейское     | село    | ↗244      | Кухаривское сельское поселение     |
| 18 | Краснофлотский      | посёлок | ↗2205     | Ейское городское поселение         |
| 19 | Кухаривка           | село    | ↗2047     | Кухаривское сельское поселение     |
| 20 | Мирный              | посёлок | ↘674      | Моревское сельское поселение       |
| 21 | Моревка             | посёлок | ↗1269     | Моревское сельское поселение       |
| 22 | Морской             | посёлок | ↘447      | Ейское городское поселение         |
| 23 | Николая Островского | посёлок | ↘478      | Ейское сельское поселение          |
| 24 | Новатор             | хутор   | ↘81       | Красноармейское сельское поселение |
| 25 | Новодеревянковский  | хутор   | ↘177      | Ейское сельское поселение          |
| 26 | Октябрьский         | посёлок | ↗2660     | Ейское сельское поселение          |
| 27 | Первомайский        | посёлок | ↘485      | Ейское сельское поселение          |
| 28 | Подбельский         | посёлок | ↘73       | Ейское городское поселение         |
| 29 | Приазовка           | хутор   | ↗326      | Кухаривское сельское поселение     |
| 30 | Пролетарский        | посёлок | ↗178      | Ейское сельское поселение          |
| 31 | Рассвет             | хутор   | ↘47       | Александровское сельское поселение |
| 32 | Садовый             | посёлок | ↘755      | Александровское сельское поселение |
| 33 | Симоновка           | посёлок | ↗309      | Красноармейское сельское поселение |
| 34 | Советский           | посёлок | ↗1949     | Трудовое сельское поселение        |
| 35 | Степной             | посёлок | ↘1736     | Александровское сельское поселение |
| 36 | Шиловка             | хутор   | ↘108      | Ясенское сельское поселение        |
| 37 | Широчанка           | посёлок | ↘5979     | Ейское городское поселение         |
| 38 | Ясенская            | станица | ↘4580     | Ясенское сельское поселение        |
| 39 | Ясенская Переправа  | посёлок | ↘777      | Ясенское сельское поселение        |
| 40 | Яснопольский        | посёлок | ↘254      | Александровское сельское поселение |

## Местное самоуправление
- Последний избранный глава Ейского района — Келембет Юрий Андреевич

Представительный орган муниципального образования — Совет депутатов муниципального образования Ейский район, избираемый сроком на пять лет. Депутатом Совета может быть избран гражданин Российской Федерации, достигший возраста 21 года. Совет состоит из 30 депутатов, избираемых на муниципальных выборах на основе всеобщего равного избирательного права при тайном голосовании. 15 из них избираются по пятимандатным округам, и ещё 15 — по партийным спискам. Председатель Совета депутатов — Олег Михайлович Вяткин.
Здание Совета депутатов располагается в городе Ейске, на улице Красной, 59/5.

## Экономика
В течение последних лет наблюдается устойчивый рост уровня жизни населения. Среднедушевой доход в 2016 году составил около 17,5 тысяч рублей на человека.
|              | 2003  | 2004  | 2005  | 2006  | 2007  | 2008  | 2009  | 2010  | 2011   | 2012   | 2013   | 2014   | 2015   | 2016   |
| ------------ | ----- | ----- | ----- | ----- | ----- | ----- | ----- | ----- | ------ | ------ | ------ | ------ | ------ | ------ |
| Ейский район | 1 550 | 1 739 | 2 109 | 2 544 | 3 078 | 7 211 | 8 335 | 9 813 | 11 117 | 12 305 | 13 872 | 15 554 | 16 526 | 17 495 |
| город Ейск   | 2 652 | 3 411 | 4 227 | 5 354 | 6 469 | ?     | ?     | 9 700 | ?      | ?      | ?      | ?      | ?      | ?      |

В 2017 году среднемесячная заработная плата организаций Ейского района составила 25,5 тысяч рублей.
|              | 2003  | 2004  | 2005  | 2006  | 2007  | 2010      | 2013      | 2014      | 2015      | 2016      | 2017      |
| ------------ | ----- | ----- | ----- | ----- | ----- | --------- | --------- | --------- | --------- | --------- | --------- |
| Ейский район | 2 254 | 2 950 | 3 620 | 4 306 | 5 514 | ?         | 19,3 тыс. | 21,5 тыс. | 22,6 тыс. | 24,5 тыс. | 25,5 тыс. |
| город Ейск   | 3 085 | 3 644 | 3 968 | 4 836 | 6 047 | 13,1 тыс. | ?         | 21,2 тыс. | ?         | 23,1 тыс. | ?         |

Объём производства всех отраслей района в 2016 году составил 51,6 млрд рублей, в том числе: оборот розничной торговли — 22,5 млрд.руб., объём продукции сельского хозяйства — 11,3 млрд руб., объём платных услуг населению — 6,0 млрд.руб., объём отгруженных промышленных товаров — 4,5 млрд руб., объём услуг транспорта — 3,2 млрд руб., оборот общественного питания — 1,7 млрд.руб., объём работ по строительству — 1,4 млрд руб., оборот курортно-туристического комплекса — 1,0 млрд руб.
|                   | 2003  | 2004  | 2005   | 2006   | 2007   | 2016   |
| ----------------- | ----- | ----- | ------ | ------ | ------ | ------ |
| Ейский район      | 7 169 | 8 757 | 10 625 | 12 506 | 14 664 | 51 600 |
| в т.ч. город Ейск | 4 678 | 5 817 | 7 530  | 9 116  | 10 596 | 25 391 |

В период с 2012 по 2016 год в экономику Ейского района инвестировано средств крупных и средних предприятий на сумму более 4,3 млрд.руб., в том числе в 2016 году объём инвестиций крупных и средних предприятий составил порядка 1 млрд.руб.
|                            | 2002  | 2003  | 2004  | 2005  | 2006  | 2007  | 2008  | 2009  | 2010  | 2011  | 2012  | 2013  | 2014  | 2015  | 2016  |
| -------------------------- | ----- | ----- | ----- | ----- | ----- | ----- | ----- | ----- | ----- | ----- | ----- | ----- | ----- | ----- | ----- |
| Объём инвестиций, млн руб. | 359,2 | 430,3 | 778,5 | 924   | 1 095 | 1 718 | 5 097 | 2 177 | 2 150 | 3 710 | 3 728 | 3 167 | 3 703 | 2 383 | 1 447 |
| В % к пред. году           | *     | 119,8 | 180,9 | 118,7 | 118,5 | 156,9 | 296,7 | 42,7  | 98,8  | 172,6 | 100,5 | 85,0  | 116,9 | 64,4  | 60,7  |

## Промышленность
Промышленный комплекс района представлен следующими отраслями: машиностроение и металлообработка, промышленность строительных материалов, электроэнергетика, пищевая промышленность, лёгкая промышленность.
На территории муниципального образования осуществляют производственную деятельность около 200 промышленных предприятий, в том числе 20 — крупных и средних, среди них: ЗАО «Приазовская Бавария», "Ейск ООО «Югсталь», ОАО «Ейскхлеб», и др.
За 2016 год объём промышленного производства составил 4,5 млрд рублей.

## Сельское хозяйство
Ейский район — один из самых крупных на Кубани центров сельскохозяйственного производства, обладающий высоким экономическим потенциалом, специализирующийся на выращивании зерновых (в основном пшеницы) и зернобобовых культур, подсолнечника, бахчевых культур и фруктов, добыче рыбы, производстве мяса и молока.
Доля сельскохозяйственной отрасли в экономике района составляет 21,9 %. На территории района действует 28 сельскохозяйственных предприятий, 283 крестьянско-фермерских и свыше 17 тысяч личных подсобных хозяйств. Количество занятых работников в отрасли — 6,8 тысяч чел.

## Транспорт и инфраструктура

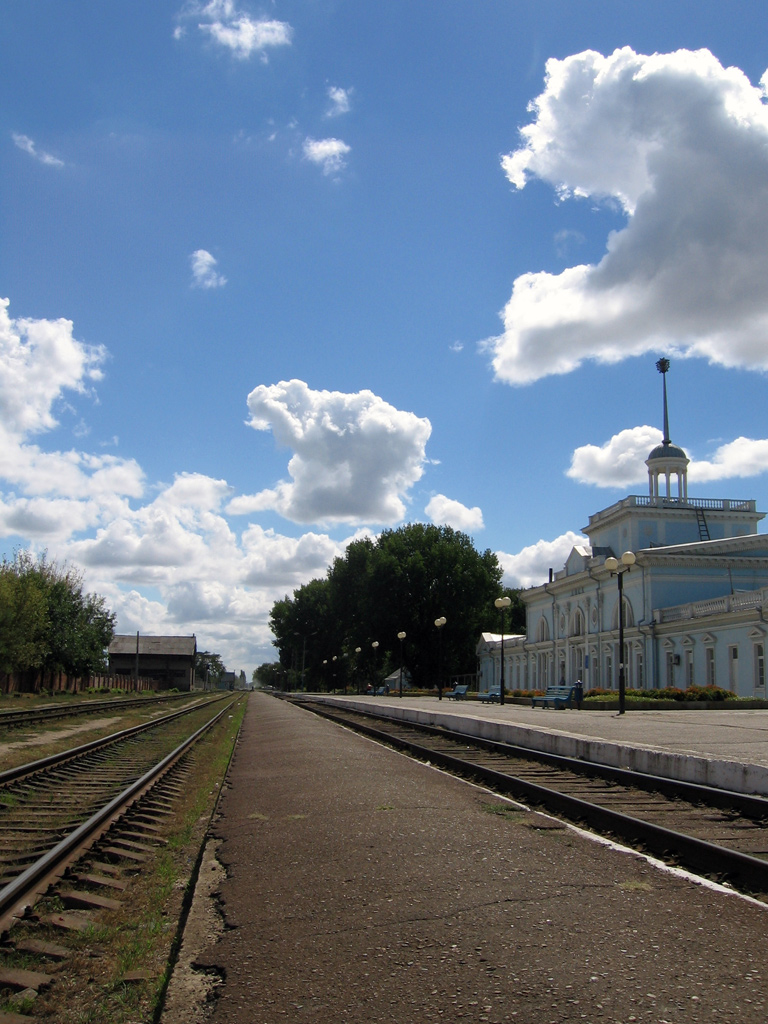
Железнодорожная станция Ейск

Ейский транспортный узел представлен всеми пятью видами транспорта: автомобильным, железнодорожным, водным (морским), воздушным и трубопроводным. На территории муниципального образования Ейский район осуществляют деятельность 99 транспортных предприятий, из них 8 — крупных и средних. Количество занятых работников в отрасли — 4,8 тысяч человек.
Административный центр, город Ейск, связан со всеми крупными поселениями района сетью автомобильных дорог с твердым покрытием. Главной автомобильной трассой является дорога краевого значения Краснодар-Ейск. Ейский автовокзал обслуживает автобусы около 20 направлений, в том числе на Москву, Краснодар, Ростов-на-Дону, Ставрополь, Армавир, Геленджик, Гуково, Должанскую, Майкоп, Новороссийск, Новощербиновскую, Пятигорск, Северскую, Старощербиновскую, Таганрог, Тихорецк, Шабельское. В Ейске хорошо развита сеть маршрутных такси, круглосуточно работают несколько таксопарков.
Железная дорога связывает город Ейск с крупным железнодорожным узлом, станцией Староминская-Тимашёвская. Между ними три раза в сутки курсируют два пассажирских рельсовых автобуса нового поколения. В летний период железнодорожная станция Ейск сообщается прямыми поездами с Москвой и Санкт-Петербургом.
Ейский морской порт связывает Ейский район с нижним Доном, южными областями Украины, с Азовскими и Черноморскими портами края. В последние годы Ейский морской порт расширил свои морские причалы и приобрёл международное значение. В настоящее время в Ейском морском порту осуществляют деятельность 4 стивидорные компании: ОАО «Ейский морской порт», ОАО «Ейский портовый элеватор», ООО «Ейск-Порт-Виста», ООО «Ейск-Приазовье-Порт». За 2017 год через Ейский морской порт прошло около 4,6 млн тонн грузов.

## Курорт
Основными курортными местностями Ейского района являются: Ейская коса (город Ейск), Долгая коса (станица Должанская), Камышеватская коса (станица Камышеватская), а также морское побережье в районе посёлка Ясенская Переправа.
Санаторно-курортный и туристский комплекс Ейского района включает 53 санаторно-курортных организаций и более 2200 частных средств размещения. В 2017 году Ейский район посетило 711 257 человек, что составило 100,1 % к уровню 2016 года.